# كارل راينر (لاعب كرة قدم)
كارل راينر (بالألمانية: Karl Rainer)‏ (1 يوليو 1901 بفيينا في النمسا - 9 يونيو 1987 بفيينا في النمسا) هو مدرب كرة قدم ولاعب كرة قدم نمساوي في مركز الدفاع. شارك مع منتخب النمسا لكرة القدم. أما مع النوادي، فقد لعب مع فيرست فيينا.

## وصلات خارجية
- كارل راينر على موقع قاعدة بيانات كرة القدم.إي يو (الإنجليزية)
- كارل راينر على موقع ناشيونال فوتبول تيمز (الإنجليزية)